# Italie au Concours Eurovision de la chanson 1978
L'Italie a participé au Concours Eurovision de la chanson 1978 le 22 avril à Paris. C'est la 23e participation italienne au Concours Eurovision de la chanson.
Le pays est représenté par le groupe Ricchi e Poveri et la chanson Questo amore, sélectionnés en interne par la Radiotelevisione Italiana (RAI).

## Sélection
Le radiodiffuseur italien, la Radiotelevisione Italiana, choisit l'artiste et la chanson en interne pour représenter l'Italie au Concours Eurovision de la chanson 1978.
| Artiste         | Chanson      | Langue  | Traduction |
| --------------- | ------------ | ------- | ---------- |
| Ricchi e Poveri | Questo amore | Italien | Cet amour  |

Lors de cette sélection, c'est la chanson Questo amore, interprétée par les Ricchi e Poveri, qui fut choisie. Le chef d'orchestre sélectionné pour l'Italie à l'Eurovision 1978 est Nicola Samale.

## À l'Eurovision

### Points attribués par l'Italie
| 12 points | Luxembourg |
| 10 points | France     |
| 8 points  | Israël     |
| 7 points  | Monaco     |
| 6 points  | Belgique   |
| 5 points  | Pays-Bas   |
| 4 points  | Portugal   |
| 3 points  | Allemagne  |
| 2 points  | Grèce      |
| 1 point   | Suisse     |

### Points attribués à l'Italie
| 12 points | 10 points | 8 points           | 7 points            | 6 points                                 |
| --------- | --------- | ------------------ | ------------------- | ---------------------------------------- |
|           | - Irlande | - Espagne - Monaco |                     | - Norvège - Royaume-Uni                  |
| 5 points  | 4 points  | 3 points           | 2 points            | 1 point                                  |
|           | - France  | - Luxembourg       | - Allemagne - Grèce | - Belgique - Portugal - Suisse - Turquie |

Les Ricchi e Poveri interprètent Questo amore en troisième position, suivant la Norvège et précédant la Finlande. Au terme du vote final, l'Italie termine 12e sur 20 pays avec 53 points,.